# Lijst van Belgische rampen
Dit is een lijst met rampen op het huidige Belgische grondgebied of met grote Belgische betrokkenheid. In deze lijst zijn alleen gebeurtenissen opgenomen waarbij vijf of meer doden zijn gevallen en gebeurtenissen waarbij er sprake is van een zeer groot effectgebied (minimaal de grootte van een gemeente). Bij sommige van de gebeurtenissen wordt een dag van nationale rouw afgekondigd.
Zie onder voor rampen in het buitenland met grote Belgische betrokkenheid.

## Voor 1500
- 1014
  - 17 februari - De stormvloed van 1014 resulteert in wat zeer waarschijnlijk de eerste doorbraak van de vrijwel gesloten kustlijn van de Lage Landen is geweest. De kroniek van de abdij van Quedlinburg maakt melding van duizenden doden. De storm treft eerst de Engelse kust, zodanig dat het zeewater ver het land binnendringt. In de avond treft de storm Vlaanderen en het zuidelijke deel van Nederland.
- 1042
  - 2 november - De stormvloed van 1042 wordt in één bron vermeld, de Annales Blandinienses. Volgens deze bron wordt Vlaanderen op 2 november 1042 door een grote overstroming getroffen.
- 1134
  - 4 oktober - De stormvloed van 1134 is de eerste grote stormvloed na de stormvloed van 1014. De vloed treft vooral het zuidwesten van Nederland. Verder ontstaat ook het Zwin. De dijken langs het Zwin worden met elkaar verbonden met een dam, de locatie van het huidige Damme.
- 1322
  - 1 juni - De stormvloed van 1322 veroorzaakt grootschalige overstromingen. In Vlaanderen worden vrijwel alle kusteilandjes weggespoeld. Na de stormvloed geeft Jan zonder Vrees het bevel alle bestaande dijken in Vlaanderen te verbinden tot één aaneengesloten dijk, van Duinkerke tot Sas van Gent.
- 1334
  - 23 november - Sint-Clemensvloed. Zuidwest-Nederland, Zeeland en Holland, en de kust van Vlaanderen worden getroffen door een overstroming. Tijdens de Sint-Clemensnacht overspoelt ook het eiland Testerep voor de Vlaamse kust, met onder meer de stad Oostende. Bronnen maken melding van duizenden slachtoffers.
- 1342
  - 9 mei - In de Adegemstraat te Mechelen ontstaat brand. Het vuur verspreidt zich snel en een zeer groot deel van de stad wordt in de as gelegd.[1]
- 1375
  - 10 oktober - De stormvloed van 1375 veroorzaakt overstromingen rondom de Braakman. De dorpen Cadesant (eilandje en vesting in de Schelde)[2], St.-Kruispolder (ook wel Sint-Catharina), Ten Hamer[2] en Wevelswale[2] gaan verloren.
- 1404
  - 19 november - Eerste Sint-Elisabethsvloed. Grote overstromingen in Zeeuws-Vlaanderen en Oost-Vlaanderen. Onbekend aantal doden. De dorpen Hugevliet[3] en Roeselare[3] gaan verloren.
- 1497
  - 4 april - Op Beloken Pasen stort tijdens een processie de Cosijntjesbrug te Gent in. Vele mensen vallen in het water, waarvan er 27 verdrinken.[4]

## 16e eeuw
- 1514
  - In Thudinië komen in de groeve van Barbeau de Wez naar schatting 98 mijnwerkers om het leven door de 'grisou' (mijngas).[5]
- 1515
  - 24 oktober - Door een overstroming komen in de groeve van Hurbise de Glain (in Thudinië) naar schatting 88 mijnwerkers om het leven.[5]
- 1530
  - 5 november - Sint-Felixvloed in het stroomgebied van de Westerschelde treft ook delen van Vlaanderen.
- 1532
  - Geen datum - In de Bouleaugroeve bij Quaregnon komen door verdrinking 6 mensen om het leven.[5]
- 1546
  - 6 augustus - Het kruitmagazijn in de zandpoort van Mechelen ontploft. Zeer grote schade in de stad. Er vallen ongeveer tweehonderd doden en zeshonderd gewonden.
  - 17 november - Hevige brand te Antwerpen verwoest tientallen woningen nabij het beursgebouw.
- 1570
  - 1 november - Allerheiligenvloed van 1570. Brugge, Gent en Antwerpen worden zwaar getroffen. Overal verdrinken veel mensen en vee.
- 1580
  - 6 april - Een aardbeving in het Nauw van Calais zorgt voor veel schade in Engeland en Frankrijk, maar ook in het huidige België. In Oudenaarde vallen verscheidene doden en gewonden door vallend puin.
- 1582
  - Geen datum - In de Picartegroeve bij Frameries komen zes mijnwerkers om het leven.[5]
- 1589
  - Geen datum - In de Moreaugroeve bij Frameries komen wederom zes mijnwerkers om het leven. De oorzaak is mijngas.[5]
- 1597
  - Geen datum - In de Des Six Paumes-kolenmijn bij Wasmes vallen zes doden en vier zwaargewonden.[5]

## 17e eeuw
- 1643
  - 15 januari - Tijdens de overstroming van de Maas wordt Luik zwaar getroffen. De Pont des Arches en circa tweehonderd huizen worden verwoest, waardoor circa tachtig mensen omkomen.[6] Ook de stad Hoei wordt zwaar getroffen. Hier worden ongeveer driehonderd huizen verwoest. Tussen het puin worden de lichamen van ongeveer tweehonderd mensen gevonden.[bron?][7]
- 1651
  - 6 mei - Het VOC-schip Zutphen vergaat op haar tiende uitreis bij de Vlaamse banken, twee dagen na vertrek van Texel.[8]
- 1663
  - 14 augustus - In de Luquetmijn bij Élouges komen twaalf mijnwerkers om het leven door mijngas.[5]
- 1677
  - 29 augustus - In de nacht van 28 op 29 augustus 1677 gaan in Tongeren 650 van de 800 (meestal) houten en lemen huizen in de vlammen op.[9]
- 1682
  - 26 januari - De stormvloed van 1682 veroorzaakt een watersnoodramp in Oost-Vlaanderen. Oostende wordt zwaar getroffen, het water komt tot de poorten van Brugge. In Antwerpen komen veel mensen om het leven.
- 1685
  - 2 augustus - Een beurtschip op weg naar Brussel kapseist ter hoogte van Antwerpen. Er verdrinken dertien à veertien personen.[10]
- 1692
  - 18 september - Aardbeving bij Verviers, met een kracht van 6,3 op de Schaal van Richter. Historische beschrijvingen over zware beschadigingen aan huizen, de kerk en het kasteel in Soiron wijzen mogelijk op een intensiteit van VIII op de Schaal van Mercalli.[11]
- 1693
  - 11 november - In de haven van Oostende vaart een schip dat soldaten de haven overzet tegen een gespannen touw aan en kapseist. Acht soldaten verdrinken.[12]
- 1696
  - 23 juli - Het VOC-schip Koning William vergaat met aan boord 300 à 325 man bij de Vlaamse banken, drie dagen na vertrek van Texel.

## 18e eeuw
- 1705
  - 17 mei - In een mijn bij Pâturages komen door mijngas twaalf mijnwerkers om het leven.[5]
- 1726
  - Geen datum - In de Luquet-mijn bij Élouges komen tienmijnwerkers om het leven door mijngas.[5]
- 1741
  - 30 december - Het VOC-schip Betlehem vergaat in een zware storm voor de kust van Oostende met circa 250 mensen aan boord.[13]
- 1743
  - Geen datum - In de Duriau-Liberzée-mijn bij La Bouverie vallen twaalf à vijftien doden door mijngas.[5]
- 1748
  - Geen datum - Nabij Frameries (in de mijn Puits N° 2) eist mijngas twaalf slachtoffers.[5]
- 1750
  - Geen datum - Door een overstroming in een mijn nabij Frameries komen tienmensen om het leven.[5]
- 1753
  - 26 mei - In de 'machine' (kolenmijn) Auvergies bij Warquignies kost een overstroming vijf mensenlevens.[5]
- 1756
  - 14 maart - In de mijn Bois de Boussu komen door verdrinking negen mensen om het leven.[5]
  - 10 juni - Te Gembloers ontstaat brand in een jeneverstokerij. De brand breidt zich uit en uiteindelijk gaat een derde van de stad in vlammen op.[14]
- 1758
  - Geen datum - In de mijn Agrappe N° 2 bij Frameries vallen acht doden.[5]
- 1760
  - 17 mei - In de Clayeaugroeve bij Cuesmes komen door verdrinking tien mensen om.[5]
  - 17 december - In de L'Empluméemijn bij Gosselies verdrinken zes kompels.[5]
- 1761
  - Geen datum - In de Grand Andrieumijn bij Dour kost mijngas acht mensenlevens.[5]
  - Geen datum - Een steengroeve bij Wasmes wordt getroffen door een overstroming. 21 doden.[5]
- 1763
  - Geen datum - In de mijn N° 4 bij Élouges vallen acht doden door mijngas.[5]
- 1768
  - Geen datum - In de Grande Chevalière van Pâturages komen zeven mijnwerkers om het leven.[5]
- 1770
  - 29 mei - Door verdrinking komen in de Petite Picartemijn bij Wasmes acht mensen om.[5]
- 1771
  - 18 maart - Twaalf personen komen om het leven in de Longterne Trichèresmijn bij Dour.[5]
- 1774
  - 19 juni - In de Grisoeuil-steenkolenmijn bij Pâturages verdrinken elf mensen.[5]
- 1775
  - 22 oktober - Bij Élouges komen twaalf mijnwerkers om het leven na verstikking door mijngas.[5]
- 1776
  - Geen datum - In de mijn L'Avant-Garde bij Baisieux vallen tien doden.[5]
- 1777
  - Geen datum - In de mijn Longterne Trichères bij Dour komen tien mijnwerkers door verstikking om.[5]
- 1779
  - Geen datum - In de mijn Brunehaut bij Baisieux kost een ongeluk acht levens.[5]
- 1781
  - Geen datum - Door een instorting in de Grisoeuil-mijn bij Pâturages vallen zes doden.[5]
- 1785
  - 16 mei - Aarlen gaat geheel in vlammen op, alleen het plaatselijke klooster blijft gespaard. De inwoners, die niets meer hebben, vluchten uit ellende naar de stad Luxemburg.[15]
  - 20 oktober - Twee Pruisische schepen vergaan nabij Oostende.[16]
- 1786
  - Geen datum - De Renardgroeve nabij Quaregnon overstroomt, waardoor zes arbeiders verdrinken.[5]
- 1793
  - 4 juni - In Jemappes kost een mijnongeluk zes mensen het leven.[5]
  - 10 juni - Zeven doden vallen in de mijn du Bahut N° 1 bij Wasmes.[5]
  - 15 juni - Door mijngas vallen in de Longterne-mijn bij Dour vijf doden.[5]

## 19e eeuw

### 1801-1810
- 1801
  - Geen datum - Door een overstroming komen in de Fosse du Baquetmijn bij Châtelet acht arbeiders om het leven.[5]
- 1807
  - 18 februari - Oost-Vlaanderen wordt getroffen door een (sneeuw)storm. Enkele huizen en gebouwen storten in en duizenden bomen waaien om. Enkele vissersschepen van Oostende en omgeving, alsook een Engels vrachtschip, een Deens schip en een smokkelschip vergaan.[17]
  - 24 augustus - Stadsbrand te Spa. Ruim tweehonderd woningen en gebouwen worden verwoest.[18]
- 1808
  - 15 januari - Een springvloed veroorzaakt overstromingen in Vlaanderen. Te Zelzate komen twintig mensen om het leven. 30.000 gemeten land staan onder water. Het water stond "18 duim[en] boven het normale." (0,46 meter)[19]

### 1810-1820
- 1812
  - Geen datum - Bij een grote mijnramp in de Hornuzmijn bij Tilleur komen 67 mensen door asphyxie (verstikking) om het leven.[5]
  - Geen datum - Bij Ans komen door een kabelbreuk in de lift van de mijn Hardy 25 mensen om.[5]
- 1813
  - 4 augustus - Zeventien arbeiders in een kolenmijn bij Charleroi komen om wanneer hun gang volloopt met water.[5]
- 1816
  - 27 maart - Tussen Knokke en Heist strandt het Russische zeilschip Le Patriarche.[20] Van de 28 opvarenden komen er zeven om het leven.
- 1818
  - 21 april - Bij twee mijnrampen in een steenkolenmijn bij Wasmes komen 39 mensen om het leven.[5]
  - 8 augustus - In het dorp Linkebeek ontploft een kruitmolen, waarbij zeven mensen omkomen.[21]
  - Geen datum - In de Monseigneurmijn bij La Bouverie verdrinken zes arbeiders.[5]
- 1819
  - 9 april - In de L'Escouffiauxmijn, bij Wasmes, vallen 91 doden door mijngas.[5]

### 1820-1830
- 1822
  - 17 april - Ongeluk in de Garde de Dieumijn bij Wasmes. Elf doden.[5]
  - Geen datum - In de Amercoeurmijn bij Jumet komen door een volgelopen gang 25 mensen om.[5]
- 1824
  - 17 april - In de Fayamijn bij het dorp Lodelinsart verdrinken tien arbeiders nadat een gang plotseling volloopt.
- 1826
  - 19 september - Grote explosie in een kruitmagazijn te Oostende nabij de Brugsepoort. 21 doden.[22]
- 1828
  - 29 maart - Een gedeelte van de steenkolenmijn te Seraing stort in. Van de 75 aanwezige personen komen er 39 om het leven.[23]
- 1829
  - 25 april - De diligence van Antwerpen naar Amsterdam rijdt even buiten Antwerpen in de Rode Gracht. Tien inzittenden verdrinken.[24]
  - 26 augustus - In De Hoop, een steenkolenmijn bij Seraing, komen 36 mijnwerkers om het leven door een gasexplosie.[25]

### 1830-1839
- 1830
  - 13 maart - Te Brussel stort een ziekenhuis in. Zeven kinderen komen hierbij om het leven.[26]
- 1831
  - 5 februari - Kanonneerboot nr. 2 explodeert aan de kade van Antwerpen. 28 van de 31 bemanningsleden en een onbekend aantal Belgen komen hierbij om het leven.[27][28]
- 1832
  - 18 juni - In de Trieu-Kaisinkolenmijn bij Châtelineau worden vijf kompels gedood door mijngas.[5]
- 1833
  - 26 juni - Een bosbrand bij Châtelineau eist twaalf mensenlevens, die worden opgesloten in een steenkolenmijn.[5]
  - 4 september - In de kolenmijn van St. Berleur bij Luik komen veertien mijnwerkers om het leven door verdrinking nadat enige gangen vol water zijn gelopen.[29]
  - Geen datum - Een overstroming in Monceau-sur-Sambre kost 38 levens.[5]
- 1834
  - Geen datum - In de Mécaniquemijn bij Montignies-sur-Sambre komen negen mijnwerkers om het leven.[5]
- 1835
  - 18 april - In de Trieu-Kaisinmijn bij Châtelineau komen vijftien mensen om door methaangas.[5]
  - 6 november - In de Trieu-Kaisinmijn bij Châtelineau vallen nog eens zeven doden.[5]
- 1836
  - 29 november - Een zware storm veroorzaakt veel schade in Antwerpen. Schepen vergaan op de kade en meerdere huizen storten in. Er zijn een onbekend aantal doden te betreuren.[30]
- 1838
  - 21 augustus - Te Drongen stort een trein met zes rijtuigen in de Leie, doordat een brugwachter een brug laat openstaan. Alle drie inzittenden verdrinken.[31]
- 1839
  - 18 februari - Te Beringen komen twaalf kinderen om het leven als de toren van de school waarin zij zich bevinden instort.[32]
  - 16 april - Mijnramp in de Crachet-Picquerykolenmijn. 28 doden.[5]
  - 3 mei - 14 doden in de Saint-Henry au Bayemont-mijn bij Jumet. De oorzaak is mijngas.[5]
  - 4 juni - Overstromingen bij Borgt. Zeer grote schade en 74 doden.[33]

### 1840-1849
- 1840
  - 7 juli - In de Saint-Henrymijn bij Jumet komen zeven mijnwerkers om het leven.[5]
- 1841
  - 21 november - Door een instorting in de La Boulemijn bij Pâturages vallen er 28 doden.[34]
- 1842
  - 6 juli - Door een aardverschuiving in de Petite Forêt N° 10-mijn bij Châtelineau vallen zeven doden.[5]
- 1843
  - 4 mei - Spoorwegongeval nabij Gingelom op de spoorlijn tussen Luik en Brussel. Vijf doden.[35]
  - 1 juni - In de Chauve à Rocmijn bij Marchienne-au-Pont vallen zeven slachtoffers door mijngas.[5]
  - 15 november - In de Sainte-Marie de la Réunionmijn bij Mont-sur-Marchienne komen bij een ongeluk zes mensen om het leven.[5]
- 1845
  - 8 maart - Mijnongeluk in de Forêt N° 8-mijn nabij Châtelineau. Vijf doden.[5]
  - 15 maart - Door mijngas vallen er tien doden in de Saint-Augustinmijn bij Marchienne.[5]
  - 5 mei - Explosie in de steenkolenmijn van Boussu-Bois.
  - 1 augustus - Door twee ongevallen in de N° 5-mijn bij Marcinelle komen zestien mensen om het leven.[5]
  - Geen datum - Mijnramp in de Nord du Boismijn bij Boussu. 42 doden.[5]
- 1846
  - 5 september - Door een ongeluk in de Sainte-Suzannemijn bij Marchienne vallen er tien doden.[5]
- 1847
  - 22 maart - Mijnongeluk in de steenkoolmijn Sauwartan in Dour. 57 doden.

### 1850-1859
- 1850
  - 22 maart - Mijnramp in mijn XXIV Actions nabij Quaregnon. 76 doden.
  - 16 augustus - Door hevige regenval treden veel rivieren buiten hun oevers. De schade is zeer groot, vooral Charleroi en Namen worden zwaar getroffen. Zes mensen verdrinken.
  - 23 november - Een aardverschuiving kost vijf mensen het leven in de Gouffre N° 5-mijn.[5]
  - Geen datum - Een kabelbreuk in een liftkoker kost twaalf mensen het leven in de Saint-Françoismijn bij Farciennes.[5]
- 1852
  - Geen datum - Twee mijnrampen, in de Longterme-Ferrandmijn bij Élouges en in de Longterme-Trichèremijn bij Dour, waarbij respectievelijk 66 en 24 doden vallen.[5]
- 1853
  - 23 juni - Door het instorten van een gaanderij in de kolenmijn van Herve worden zestig mensen bedolven. Hiervan kunnen er 53 worden gered.
- 1854
  - 22 januari - In de Sainte-Suzannemijn bij Marchiennes komen door verstikking 25 mensen om.[5]
  - Geen datum - Bij een tweede ongeluk in de Sainte-Suzannemijn bij Marchiennes komen nog eens vijf mensen om.[5]
- 1856
  - 17 augustus - Bij een spoorwegongeval nabij Zwijndrecht, op de spoorlijn tussen Gent en Antwerpen, vallen vijf doden door een koe op de rails.[36]
- 1858
  - 3 juni - Spoorwegongeval nabij Bergen. Er vallen 21 slachtoffers.[37]
- 1859
  - 3 juni - Overstroming van de Amelvallei. Vooral het kleine dorp Secheval wordt zwaar getroffen. Hier komen veertien mensen om het leven.
  - 7 september - Mijnramp te Dour. In een mijngang worden later 61 dode lichamen gevonden.[5]

### 1860-1869
- 1860
  - 23 december - Kabelbreuk in de lift van de Saint Henrimijn bij Marchienne-au-Pont. Dertien doden.[5]
- 1861
  - Geen datum - Tien mannen komen om door mijngas in de Puits N° 7 de Belle-Vue bij Élouges.
- 1863
  - Geen datum - Mijnramp in de Sainte Catherinemijn nabij Dour. Zeventien doden.[5]
- 1864
  - 12 januari - Instorting van een mijngang in de L'Agrappe N° 3-mijn bij Frameries. Vijftien doden.[5]
  - 4 december - Kabelbreuk in de Trieu-Kaisin N° 8-mijn bij Châtelineau. 6 doden.[5]
- 1865
  - 1 februari - Mijnramp in Puits N° 1 Sainte-Catherine nabij Dour. 57 doden.[5]
- 1866
  - 15 februari - Te Wetteren ontploft een buskruitfabriek. Hierbij komen acht werknemers om het leven.[38]
  - Geen datum - Mijnramp bij de Grand-Traitmijn nabij La Bouverie. Veertien doden.[5]
- 1868
  - 24 juni - Bij de steengroeve van Kenast vindt een zware explosie plaats, wanneer een wagen met 1800 pond nitroglycerine arriveert. Er vallen tien doden.[39]
  - Geen datum - Mijnramp Produits de Flenu. 55 doden.[5]
- 1869
  - 5 mei - Kabelbreuk in de Grand Bordia bij Gosselies. Acht doden.[5]
  - 16 oktober - Overstroming in de Gouffre N° 7-kolenmijn bij Châtelineau. 28 doden.[5]

### 1870-1879
- 1871
  - 25 september - Mijnramp in mijn Wasmes nabij Hornu. 35 doden.[5]
  - 5 december - Een kabelbreuk kost 21 mijnwerkers het leven in de Marcinelle du Nord N° 6-mijn in Marcinelle.[5]
  - 9 december - In de Marcinelle du Nord N° 6-mijn in Marcinelle komen veertien mensen om het leven door mijngas.[5]
  - 16 december - Een week later komen in dezelfde mijn in Marcinelle tien mensen om het leven.[5]
- 1872
  - 23 november - In de Grande Machine à Feumijn bij Dour vallen veertien doden door mijngas.[5]
  - 5 december - In de Réunismijn bij Charleroi komen 21 mensen om door een kabelbreuk.[5]
- 1873
  - 29 juli - In de steenkolengroeve bij Frameries gaat het mis tijdens het gebruik van explosieven om rotsen te breken. Er vallen vijf doden en twaalf zwaargewonden.[40]
  - Geen datum - In de Monceau-Fontainemijn bij Forchies komen vijf mijnwerkers om het leven.[5]
- 1874
  - Geen datum - Mijnramp in de Bellevuemijn nabij Dour. 35 doden.[5]
- 1875
  - 23 maart - Door de instorting van een gang in de Fiestauxmijn nabij Couillet vallen er acht doden.[5]
  - 16 december - Door mijngas in de Cour de l'Agrappemijn bij Frameries vallen er 112 doden.[5]
- 1879
  - 17 april - Op 610 meter diepte vindt in de Cour de l'Agrappemijn bij Frameries een grote explosie plaats. 121 doden.[5]

### 1880-1889
- 1880
  - 21 januari - Bij Lillo komen negen Nederlanders om bij een aanvaring met de sleepboot waarop zij varen.[41]
  - 1 april - Een explosie in de Bois-de-la-Haye bij Anderlues eist 49 levens.[5]
  - 19 november - Na een gasontploffing komen in de Grand Buisson-mijn nabij Hornu vijftien mensen om het leven.[42]
  - 19 november - Gasexplosie in de grote schacht van put nr. 1 van de steenkoolmijn Sauwartan in Dour met negen doden.[5]
- 1881
  - 5 april - Een explosie in de Marcinelle du Nord N° 6-mijn in Marcinelle eist zestien levens.[5]
  - 6 december - Door een gasexplosie in een steenkolenmijn te Seraing komen 66 mijnwerkers om het leven.[5]
  - Geen datum - Mijnramp in Grand Buisson nabij Hornu. Vijftien doden.[5]
- 1883
  - 5 maart - Wanneer tijdens een tempeest (stormweer) de vissers van Blankenberge en Heist de haven van Oostende willen binnenvaren worden drie sloepen omver geworpen. Achttien bemanningsleden verdrinken.[43]
- 1884
  - 9 augustus - In de Marcinelle du Nord N° 6-mijn in Marcinelle vallen door mijngas twaalf doden.[5]
  - Geen datum - Mijnramp in de St. Juliemijn nabij Dour. 25 doden.[5]
- 1885
  - 2 oktober - Mijnramp in de Couche Luquet nabij Hornu. Acht doden.[5]
- 1887
  - 4 januari - Mijnramp nabij Hornu. 39 doden.[5]
  - 4 maart - Door een explosie in de Toute Bonne-mijn nabij Quaregnon vallen er 113 doden.[5]
- 1888
  - 13 november - Mijnramp in de Grande Machine nabij Dour. 32 doden.[5]
- 1889
  - 3 februari - Treinongeval bij Groenendaal. 22 doden.[44]
  - 29 maart - Mailschip Prinses Henriette in aanvaring in dikke mist met de Comtesse de Flandre bij de Ruytlingen. Negentien doden.[45]
  - 6 september - Ontploffing van een munitiefabriek in Oosterweel. 95 doden.[46]

### 1890-1899
- 1891
  - 19 september - Mijnramp in de Monceau-Fontainemijn bij Forchies. 127 doden.[5]
  - Geen datum - Mijnramp in de Grande Machine à Feu-mijn. Door mijngas vallen er 21 doden.[5]
- 1892
  - 12 mei - Zeven spelende kinderen komen in Brussel om het leven wanneer een in aanbouw zijnde muur instort.
  - 5 september - Door een ontploffing in de steenkolenmijn Cour de l'Agrappe bij Frameries komen 25 mensen om het leven.[47]
  - 19 september - Mijnramp in de Cour de l'Agrappe bij Frameries. 192 doden.[5]
  - Geen datum - Mijnramp Crachet-Picquery. 22 doden.[5]
  - Geen datum - Mijnongeluk bij Wasmes (L'Escouffiaux Nº 8). 22 doden.[5]
- 1894
  - 2 mei - Mijnramp in de Saint-Emmanuelmijn te Bois-du-Luc. Negen doden en zes gewonden.[48]
  - 2 mei - In mijn Nº 4 bij Anderlues vallen zeven doden.[5]
  - 29 juni - In de Mambourgmijn nabij Charleroi komen vijf mijnwerkers om het leven.[5]
  - 14 oktober - Op de Schelde bij Antwerpen vindt een aanvaring plaats tussen een bark, Alice, en een Zweeds stoomschip. Zes doden, namelijk de schipper, zijn vrouw en vier kinderen.[49]
- 1895
  - 6 oktober - Treinramp te Ottignies. Zeventien doden.[44]
- 1896
  - 14 oktober - De visserssloep O-136 vergaat na een aanvaring. De vijf opvarenden komen om het leven.[50]
- 1898
  - 26 mei - Mijnongeluk in de Saint-Arthurmijn bij Morlanwelz-Mariemont. Acht doden.[5]
  - 26 mei - Mijnramp in de Crachet-Picquerymijn bij Frameries door mijngas. 26 doden.[5]
- 1899
  - 19 februari - Treinbotsing in het station Vorst-Zuid. Dertig doden.[44]
  - 4 november - Veerboot ramt aanlegsteiger te Antwerpen. Veertig doden.[44]

## 20e eeuw

### 1900-1909
- 1901
  - 24 april - Mijnramp in Grand Buissonmijn nabij Hornu. Negentien doden.[44]
  - 3 mei - Ongeluk in Puits N° 2 du Charbonnage du Couchant bij Quaregnon. Twaalf mijnwerkers worden verpletterd.
- 1903
  - 28 november - Vijf Oostendse vissers komen om het leven wanneer ze een verlaten schip, een bark genaamd Stanley, op zee betreden. Wanneer dit schip plotseling zinkt verdrinken zij.[51]
  - 4 december - Na het breken van een liftkabel stortten, in de nacht van 3 en 4 december, twaalf mijnwerkers 245 meter diep naar beneden in een kolenmijn te Montigné.[52]
- 1904
  - 8 oktober - Explosie in een militair fort te Antwerpen. Dertien doden.[44]
- 1905
  - 7 juli - Mijnramp in de Le Viernoymijn nabij Anderlues. Zestien doden.[44]
- 1906
  - 12 maart - Stormvloed van 1906, na extreem hoog water op de Westerschelde. Diverse zeedijken breken door, met grote schade in het Waasland tot gevolg. De grootste verwoestingen vinden plaats in de gemeenten Kallo, Melsele, Hamme, Moerzeke en Grembergen. Drie inwoners van Melsele verdrinken.[53]
  - 17 mei - Door een wolkbreuk vinden op diverse plaatsen in het land overstromingen plaats. De schade is enorm. Door verdrinking en bliksem sterven ten minste tien personen.[54]
  - 8 augustus - Mijnramp in Bois du Caziermijn nabij Marcinelle. Negen doden.[44]
- 1908
  - 20 januari - Door een instorting komen in een mijn bij Quaregnon achttien mensen om het leven.[44]
  - 21 mei - Treinramp in het station van Kontich-Kazerne toen een trein inreed op een tweede, stilstaande trein. Veertig doden.[55]
  - Geen datum - Mijnramp in put 5 van de Sans Calottemijn nabij Flénu. Achttien doden.[44]
- 1909
  - 7 mei - Door een instorting komen in de Nord N° 8-mijn bij Courcelles zes mensen om het leven.[44]
  - 6 december - Een vissersvaartuig uit Blankenberge zinkt in een storm, waarbij de vijf opvarenden verdrinken. Te Oostende verdrinken vier personen van een vissersschip dat tegen de kade te pletter slaat. Een man die zich op de kade bevindt, wordt in zee geslingerd en verdrinkt.[56]

### 1910-1919
- 1910
  - 10 april - Aanvaring tussen een loodsschip uit Oostende en de Engelse schoener Admiral. De negen opvarenden van de loodsboot komen allen om.
  - 15 oktober - Te Mechelen stort een huis met daarin tien personen aanwezig volledig in. Slechts enkelen overleven ternauwernood de ramp.
- 1912
  - 14 december - Vuurschip Westhinder wordt voor de Noordzeekust aangevaren door de op drift geslagen Nederlandse zeelichter Minnie. Alle tien opvarenden verdrinken.[57]
- 1914
  - 15 augustus - Bombardement op het Fort van Loncin. 350 doden.
  - 23 augustus - Een Duitse zeppelin werpt enkele bommen op Antwerpen. Tien doden en veertig gewonden.
  - 25 augustus - Bombardement op Leuven. 209 doden, 1081 woningen worden verwoest.
  - 1 december - Een Duitse bom treft het dorpje Lampernisse. 47 mensen laten het leven, onder wie veel in het dorp aanwezige Franse soldaten.
  - 2 december - Bombardement op Nieuwpoort. Negen mensen komen hierbij om het leven.
- 1915
  - 5 maart - Een Duitse zeppelin L-8 stort neer bij Tienen. 21 van de 41 inzittenden komen hierbij om.[58]
  - 6 september - Een Engelse vliegtuigbom treft het dorpje Lichtervelde. Er vallen 29 doden en vele huizen in het dorp zijn beschadigd.[59]
  - Geen datum - Aanvaring tussen de Flandre en het vissersvaartuig O.7 Helene. Zes van de zeven vissers verdronken.[60]
- 1917
  - 4 maart - Een Duitse zeppelin stort neer bij Gent. Alle twintig inzittenden komen hierbij om.[61]
  - 15 oktober - Bombardement op Brugge door de geallieerden. Zestien doden en twintig gewonden.[62]
  - 30 oktober - Luchtaanval op Antwerpen door geallieerde vliegers. Ten minste achttien doden.[63]
- 1918
  - 27 maart - Drama van Nieuwenhove. Kinderen spelen met een gevonden 75mm-obus. Zestien doden, waaronder vijftien kinderen tussen 7 en 13 jaar.[64]
  - 1 november - Duitse Gelbkreuz-granaten vallen op Hansbeke. 27 doden onder de inwoners van het dorp.[65]
  - 9 november - Grote ontploffing in munitietrein te Denderleeuw. Twintig doden.[bron?]
  - 12 november - Ontploffing te Asse. Een trein met munitie explodeert. Zeer grote schade en tien dodelijke slachtoffers.
  - 18 november - In het zuiden van België komen twintig Duitse soldaten om het leven op het dak van de trein waarop ze zaten. De trein rijdt door een lage tunnel en de soldaten worden letterlijk onthoofd.[bron?]
  - 18 november - Ramp van Hamont. Een aantal Duitse munitietreinen ontploft. Een Duitse schatting komt op 1.007 doden, waarmee dit de grootste ramp zou zijn die sinds de Belgische onafhankelijkheid op haar grondgebied heeft plaatsgevonden. Echter wordt dit in andere bronnen maar ruim honderd geschaald.[66]

### 1920-1929
- 1920
  - 3 februari - Brand in het jongensinternaat van de normaalschool in Nijvel. Zes doden.[67]
  - 7 mei - In de Gouffremijn nabij Châtelineau komen na een het vrijkomen van mijngas zes personen om het leven.
  - 12 september - Mijnramp in Forte Taillemijn in Montigny-le-Tilleul. Twaalf doden.[44]
- 1921
  - 24 oktober - Door een instorting komen zes mijnwerkers in de Deschassis du Mambourgmijn bij Charleroi om het leven.
  - 15 december - In de Saint-Andrémijn bij Montignies-sur-Sambre vallen negen slachtoffers door mijngas.
  - Geen datum - Mijnramp in Mide de Monsmijn nabij Ciply. 21 doden.[44]
- 1922
  - 20 juli - Explosie in een metaalverwerkend bedrijf nabij Charleroi. Tien doden.
- 1923
  - 7 maart - Overstroming in de mijn Nord-Charleroi bij Courcelles. Tien doden.[44]
  - 20 augustus - In de Martinet N° 4-mijn bij Monceau-sur-Sambre komt mijngas vrij. Vijf doden.
- 1924
  - 24 april - Ongeluk, door vrijkomen gas, in de Cerisier N° 10-mijn nabij Marcinelle. Zes doden.
  - 18 juli - Zware storm op de kust. Maar liefst dertien vissersschepen stranden op de kust van Oostende en Wenduine. Van drie schepen komt de bemanning om het leven waarbij 26 doden vallen.[68]
  - 14 augustus - Mijnramp in de Caribiniermijn nabij Pont-de-Loup. 24 doden.[44]
- 1926
  - 12 maart - Door mijngas komen in de Bas-Longs-Présmijn bij Marchienne zes mensen om.
- 1927
  - 15 april - Mijnramp in de Estinnes au Valmijn bij Bergen. 32 doden.
  - 8 juli - Een grote explosie in de dynamietfabriek te Arendonk kost zes arbeiders, allen uit het dorp afkomstig, het leven.
  - 31 december - Fabrieksexplosie in Lanaken. Tien doden.[69]
- 1928
  - 22 juni - Zware explosie in een wapendepot te Brugge. Dertien doden, waaronder vijf kinderen.[70]
  - 9 augustus - Vijf mensen verdrinken in een mijn bij Hoei na een overstroming.[71]
- 1929
  - 30 maart - Mijnramp te Waterschei. 27 doden.
  - 17 april - Treinbotsing bij Halle. Elf doden en 49 gewonden.[72]
  - 19 juni - Spoorwegramp bij Geraardsbergen. Negen doden en twintig gewonden.
  - 4 augustus - In de havengeul van Oostende varen twee vissersschepen tegen elkaar. Vijftien doden.
  - 10 december - Trein ontspoort bij Namen. Tien doden en zestig gewonden.[44]
  - 27 december - Vergaan van de O.172 uit Oostende. Vijf opvarenden verdrinken.[73]
  - Geen datum - Mijnramp in Fief de Lambrechies-mijn nabij Pâturages. Zes doden.[44]
  - Geen datum - Mijnramp in de St. Paulmijn in Haine-Saint-Paul. Achttien doden.[44]

### 1930-1939
- 1930
  - 8 maart - Mijnramp in de Bois du Cazier nabij Marcinelle. Zestien doden.[44]
  - 3 april - Mijnramp in de Longtene-Ferrand-mijn nabij Élouges. Twintig doden.[44]
  - 30 oktober - Een gasontploffing in de Forte Taille-mijn nabij Montigny-le-Tilleul. Vijf doden, waaronder drie Italianen en een Pool.[44]
  - 18 november - Twee Britse stoomschepen komen op de Schelde voor Antwerpen met elkaar in aanvaring. Vijf bemanningsleden van de Continental Freighter verdrinken hierbij.[74]
  - 3 tot 6 december - Bij een uitbarsting van dodelijke mist in de Maasvallei komen 67 mensen om, naar uit later onderzoek is gebleken, ten gevolge van acute fluorvergiftiging, veroorzaakt door giftige uitstoot van de plaatselijke industrie.[75]
- 1931
  - Geen datum - Mijnramp in de Bas-Long-Pré nabij Marchienne-au-Pont. Zeventien doden.[44]
- 1932
  - 7 februari - Mijnramp in de Monceau-Fontaine nabij Marcinelle. Zeventien doden.[44]
  - 8 februari - Ongeluk in de Sainte Margueritemijn nabij Péronnes-lez-Binche. Zes doden.[44]
- 1933
  - 28 maart - Brits passagiersvliegtuig stort neer bij Diksmuide. Alle vijftien inzittenden komen om het leven.[76]
  - 31 december - Brits passagiersvliegtuig vliegt tegen radiomast bij Brugge. Tien doden.[77]
- 1934
  - 15 mei en 17 mei - Twee grote mijnrampen na elkaar in de Fief de Lambrechies bij Pâturages. Op 15 mei komen 42 mijnwerkers door een gasontploffing om het leven. Een nieuwe explosie, op 17 mei, doodde nog eens vijftien leden van de reddingsploeg.[78]
- 1935
  - 19 januari - Mijnramp in de Homventmijn nabij Beyne-Heusay. Negen doden.[44]
  - 15 juli - Een autobus rijdt in een kanaal nabij Turnhout, Van de twintig inzittenden verdrinken er tien.
  - 22 oktober - De O.183 Général Jacques vergaat met de volledige bemanning, bestaande uit vijf personen.
  - Geen datum - Mijnongeluk in de L'Aumonier-mijn nabij Luik. Tien doden.
- 1936
  - 1 oktober - Mijnramp in de Le Grand Traitmijn nabij La Bouverie. Dertig doden.[44]
- 1937
  - 24 februari - Explosie in militair kamp bij Brasschaat. Zeven doden.[79]
  - 30 april - Mijnongeluk in Charbonnages Réunis du Mambourgmijn nabij Charleroi. Zes doden.[44]
  - 28 juli - Een vliegtuig stort neer in Beert-Bellingen. Vijftien doden.[44]
  - 16 november - Sabena-vlucht OO-AUB botst tegen een fabrieksschoorsteen te Oostende. Elf doden.
- 1938
  - 24 juli - Spoorwegongeluk nabij Sint-Truiden. Vijf doden en tien gewonden.[80]
  - 11 juni - Aardbeving bij Zulzeke, met een kracht van 5,6 op de Schaal van Richter. Zowel in Kruishoutem als in Sint-Amandsberg viel een dode.
  - Geen datum - Mijnramp in Lambertmijn nabij Pommerœul en Hensies. Dertig doden.[44]
- 1939
  - 28 maart - Explosie bij wapenfabrikant FN in Herstal. Twaalf doden.[44]
  - 31 augustus - Ingestorte brug veroorzaakt treinongeval bij Luik. Twaalf doden en tachtig gewonden.[44]
  - 1 november - Ongeluk in de Crachetmijn nabij Frameries. Twaalf doden.[44]
  - Geen datum - Ongeluk in de Lambertmijn nabij Hensies. Vijf doden.[44]

### 1940-1949
- 1940
  - 7 februari - Na een brand ontstaat mijngas in de Monceau-Fontainemijn nabij Marchienne-au-Pont. 26 doden.[81]
  - 10 mei - Tijdens de Duitse inval kost het bombardement op Leuven 101 doden.[82]
  - 12 mei - Bombardementen op Namen en Hannuit kosten respectievelijk 32 en twintig doden.[83]
  - 14 mei - Een zwaar Duits bombardement op Charleroi kost meer dan tachtig mensen het leven.[83]
  - 17 mei - Bombardement op Sint-Niklaas. 87 doden.[83]
  - 24 mei - Op deze bloedige dag liggen Ieper (meer dan 200 doden), Oostende (50 doden) en vooral Poperinge (150 tot 250 doden) onder vuur van Duitse bommen.[83]
  - 27 mei - Ontploffing tijdens ontmijningsoperatie in Brasschaat, 38 doden en tientallen gewonden, voornamelijk Belgische militairen.[84]
  - 29 mei - Het Britse schip HMS Wakeful wordt getorpedeerd vlak voor de kust. 650 doden.[85]
  - 14 november - Treinramp om 07.35 uur te Diegem. Een trein uit Tienen rijdt in op een stilstaande trein. 21 doden.[44]
- 1941
  - 14 februari - Veerpont met kinderen slaat om op het Albertkanaal te Godsheide. 37 doden.[86]
  - 5 juli - In het kolenbekken van Ressaix doet zich een kolenstofexplosie voor. Zeven doden en zeven zwaargewonden.[44]
- 1942
  - 29 april - Zware ontploffing in Produits Chemiques de Tessenderloo (nu: Tessenderlo Chemie). 198 doden.
- 1943
  - 5 april - Bombardement op Mortsel. 936 dodelijke slachtoffers, waaronder 209 kinderen. 1.342 mensen raakten gewond. De materiële schade was enorm: 1.259 woningen werden zwaar beschadigd.
  - 21 juni - Door een explosie komen in de steenkolenmijn van Beringen negen kompels om het leven.[44]
  - 4 september - Bombardement op Kortrijk. 56 doden.[87]
  - 5 september - Bombardement op Ledeberg. 111 doden.[83]
  - 7 september - Zwaar bombardement op Brussel. 327 doden.[83]
  - 3 december - Treinramp om 06.30 uur te Lier. Een trein uit Herentals rijdt in op een stilstaande trein. 24 doden en 63 gewonden waarvan de helft zwaargewond.[88]
  - Geen datum - Mijnramp in mijn Bas Long Pre nabij Marchienne-au-Pont. Zes doden.[44]
- 1944
  - 26 maart - Tweede bombardement op Kortrijk. 252 doden.[83]
  - 8 april - Bombardement op Hasselt en omgeving. 62 doden.[83]
  - 10 april - Bombardement op Merelbeke. 428 doden.[89]
  - 19 april - Bombardement op Mechelen. 138 doden.
  - 26 april - Bombardement op Leuven. 10 doden.
  - 1 mei - Leuven wordt opnieuw gebombardeerd. 25 doden.[83]
  - 10 mei - Doornik (107 doden) en opnieuw Merelbeke (48 doden) getroffen door bombardementen.
  - 11 mei - Bombardementen op Brussel (276 doden), op Luik (126 doden), op Leopoldsburg (84 doden), op Beverlo (70 doden), op Lokeren (85 doden), op Hasselt (32 doden) en op Mechelen (46 doden).[83]
  - 12 mei - Dubbelbombardement op Leuven, Wilsele en Herent. 246 doden.[83]
  - 27 mei - Bombardement op Leopoldsburg. Onder de burgerbevolking vallen 270 dodelijke slachtoffers.[90]
  - 19 juni - Een Amerikaanse bommenwerper (Liberator B-24), bijgenaamd Able Mabel, stort neer op de wijk Sint-Jozef, ten noorden van Brugge. Drie van de tien bemanningsleden overleven de crash niet.
  - 20 juli - Nogmaals wordt Kortrijk gebombardeerd. 168 doden.[83]
  - 7 september - Geallieerd bombardement op Luik. 104 doden.[83]
  - 2 oktober - Genk wordt het slachtoffer van een vergissing. Hoewel de gemeente reeds bevrijd was, vernietigden Amerikaanse bommenwerpers het centrum. Er vallen 38 doden.[83]
  - 7 november - Britse landingsboot LST 420 vergaat op de Middelkerkebank door een Duitse zeemijn. Zeker 55 Britten komen om het leven.[91]
  - 27 november - V2-raket stort neer op de Teniersplaats te Antwerpen. 157 doden en 261 gewonden.[83]
  - 29 november - V1 stort neer op het Farmaceutisch Instituut van de Katholieke Universiteit Leuven. 7 doden.[92]
  - 14 december - Twee V2's storten neer in Antwerpen, waarbij 115 doden vallen.[83]
  - 16 december - V2-raket stort neer op Cinema Rex te Antwerpen. 561 doden en 289 gewonden.
  - 23 december - Rond kerst van 1944 zaten de Belgische inwoners van de Oostkantons gekneld tussen twee vuren. Zo bombardeerden de Amerikanen op 23 december Malmedy (225 doden) en Sankt Vith (153 doden).[83]
- 1945
  - 2 januari - V1 stort neer op Vital Decosterstraat te Leuven. 7 doden.[93]
  - 16 januari - V2-raket stort neer in de Steenbergstraat te Antwerpen. 58 doden.[94]
  - 21 januari - V2-raket stort neer in de Korte Van Ruusbroecstraat te Antwerpen. 60 doden.[83]
  - 7 februari - V2-raket stort neer in de Nijverheidsstraat te Antwerpen. 60 doden.[83]
  - 8 februari - V1 stort neer te Kessel-Lo. 8 doden.[93]
  - 14 februari - Bij een zeer grote brand in de haven van Oostende komen 26 Canadezen en 36 Britten om het leven. De oorzaak is nooit opgehelderd.[95]
  - 11 september - Het vissersvaartuig René (Z126), van Rederij Viaenen, vergaat door een mijnexplosie. Drie van de vijf slachtoffers spoelen aan op de Belgische kust, de vierde wordt door de Sea Gull (Z106) uit de Noordzee gevist. De vijfde is nooit gevonden.[96]
  - 13 oktober - Een Liberator KL595 van de RAF stort neer bij Melsbroek. Alle 31 inzittenden komen om het leven.[97]
  - 23 oktober - Een transportschip vaart op een zeemijn nabij de Noordhinder en vergaat. Dertien van de vijftien bemanningsleden overleven de ramp niet.[98]
- 1946
  - 15 februari - In het grensplaatsje Putte komen zes Duitse krijgsgevangenen en een Belgische soldaat om het leven bij het ruimen van mijnen.[99]
  - 7 mei - Mijnramp in Sacré-Français nabij Dampremy. 16 doden.[44]
- 1947
  - 24 juni - Brand op het ministerie van Onderwijs te Brussel. 18 doden.[100]
- 1948
  - 1 juli - Een verkeersvliegtuig van de lijn Milaan-Brussel stort neer nabij Keerbergen. Acht doden.[101]

### 1950-1959
- 1950
  - 11 mei - Ontploffing (waarschijnlijk door mijngas) in de Mariemont-Bascoup-mijn nabij Piéton. 39 doden.[102]
- 1951
  - 21 februari - Het Franse vissersschip Duc de Normandie uit Fécamp vergaat voor de kust (51°25.517'N / 2°36.339'E) in een zware storm. Hierbij kunnen slechts twee van de 26 bemanningsleden gered worden.[103]
- 1952
  - 8 juli - Nabij Eupen komen zes arbeiders om het leven tijdens hun werk aan de Wesertalsperre. Door de plotselinge watervloed worden allen meegesleurd.[104]
  - 17 april - Mijnongeluk in de Pechon de Moncheau-Fontaine nabij Couillet. Tien doden.[44]
  - 21 november - Gasontploffing in de Steenkoolmijn van Zwartberg. Twaalf doden.[105]
- 1953
  - 13 januari - Mijnramp in de Escouffiaux nabij Wasmes. Zeventien doden.[44]
  - 1 februari - Watersnood van 1953. In Vlaanderen verdrinken in totaal 28 personen.
  - 26 september - Twaalf mannen komen om in de kolenmijn L'Esperance tussen Quaregnon-Rivage en Baudour.
  - 24 oktober - Mijnramp in de Ougree-Marihayemijn nabij Seraing. 26 doden.[44]
- 1954
  - 26 november - Een straaljager stort neer op de officierskantine van het vliegveld in Bierset (tegenwoordig Liège Airport). Dertien doden.[106]
  - 2 december - Treinramp te Wilsele. Een trein met Duitse toeristen ontspoort. Er zijn twintig doden.[107]
- 1955
  - 3 april - Brand in Cinema Rio te Sclessin. 39 doden.[108]
- 1956
  - februari - Mijnramp in de Rieu du Coeurmijn te Quaregnon. Acht doden.[44]
  - 8 augustus - Mijnramp van Marcinelle, een van de grootste rampen uit de Europese mijnbouwgeschiedenis. 262 doden, waaronder 136 Italianen en 95 Belgen.

- 1958
  - 11 augustus - Verkeersdrama bij Tongeren. Vijf Nederlanders komen hierbij om het leven.[109]
  - 23 december - Roosburgramp. Instorting van onderaardse gang van de champignonkwekerij in Zichen-Zussen-Bolder. Achttien doden.[110]

- 1959
  - 23 januari - Een autobusje botst met een bulldozer van het leger bij Boninne. Vijf doden en negen gewonden.[111]

### 1960-1969
- 1961
  - 15 februari - Vliegtuigcrash te Berg-Kampenhout. Bij de crash van een Sabena-vliegtuig vallen 73 doden, onder wie de achttien leden van het Amerikaanse kunstschaatsteam en hun coaches.
  - 12 december - Vliegtuigramp bij Chièvres. Twee C-119 vrachtvliegtuigen van het Belgische leger botsen in volle vlucht op elkaar ter hoogte van Montignies-lez-Lens. Dertien doden.
- 1962
  - 1 mei - Botsing tussen twee bussen die militanten naar een manifestatie brachten bij Komen-Waasten. Negen doden en zestig zwaargewonden.[111]
  - 11 mei - Een instorting in de Petit-Try de Lambusartmijn kost aan zes mijnwerkers het leven.[44]
  - 17 september - Het gebouw van het Nationaal Instituut voor de Statistiek stort in te Brussel. 28 doden.[112]
- 1963
  - 30 maart - Hotelbrand in Ciney. Negen doden.[113]
- 1964
  - 18 januari - Het Oost-Duitse koopvaardijschip Kap Arkona wordt aangevaren door de Noorse tanker Ida Knudsen. De Belgische loodsboot 5 kan dertig bemanningsleden in veiligheid brengen.[114]
  - 26 mei - Brand op het kasteel van Wégimont. Zeventien doden, vooral bejaarde gasten.[115]
- 1965
  - 24 februari - Een felle brand in bejaardenhuis Gai Séjour te Brussel eist vijftien slachtoffers.[116]
- 1966
  - 25 april - Ramp van Walfergem. Een auto rijdt in op een groep van dertien kinderen te Walfergem. Tien zijn op slag dood.
  - 29 mei - Grote brand in Dentergem. Vijf doden.[117]
  - 13 november - De brug van de Boudewijnsnelweg (E313) over het Netekanaal stort in in ten gevolge van een constructiefout. De balans blijft beperkt tot twee doden. Omdat deze snelweg en diens bruggen nog redelijk nieuw zijn, veroorzaakt dit grote ongerustheid.[118]
- 1967
  - 11 februari - Brand in bejaardenhuis te Itterbeek. Twintig doden en 49 gewonden.[119]
  - 22 mei - Grote brand in de Innovation te Brussel. 251 doden en zestien vermisten. 150 mensen raken gewond. Het warenhuis was gevestigd in een doolhof van verschillende gebouwen. Veel mensen hadden pas laat in de gaten dat er brand was en konden geen kant op toen het vuur hen bereikte. Na de ramp werd de brandveiligheid van openbare gebouwen sterk verbeterd.
  - 25 juni - Tornado te Oostmalle. 117 woningen worden compleet verwoest, 450 woningen zijn beschadigd.
  - 21 augustus - Explosie van een tankwagen in Martelange. 22 doden.
  - 4 oktober - Treinbotsing te Fexhe-le-Haut-Clocher. Elf doden.[72]
- 1969
  - 25 maart - Treinbotsing te La Louvière. Negen doden.[72]
  - 10 juni - Zeven ontmijners van de Belgische Zeemacht komen om in Oostduinkerke bij het ontmijnen van een oude vliegtuigbom.[120]
  - 15 juli - Bus met Nederlandse toeristen stort bij Dinant in de Maas. 21 doden.
  - 1 september - Felle brand in Brussel eist negen slachtoffers, vooral immigranten.[121]

### 1970-1979
- 1971
  - 17 juli - Verkeersdrama nabij Geel. Acht doden, waarvan zes Nederlanders.[122]
  - 2 oktober - Een Brits passagiersvliegtuig boort zich bij Aarsele in de grond waarbij alle 63 inzittenden om het leven komen. Het toestel had te kampen met technische problemen.[123]
- 1972
  - 19 juli - Verkeersdrama in Nossegem. Drie Nederlanders en vier Joegoslaven komen hierbij om.[124]
  - 8 november - In de Pêchon N° 25-mijn bij Couillet komen zes mensen om het leven na het vrijkomen van mijngas.[125]
  - 15 november - Felle brand in het dorp Montignies sur Sambre eist vijf levens.[126]
- 1974
  - 23 januari - Internaatsbrand Heusden-Zolder. 23 doden.[127]
  - 16 augustus - Treinramp Luttre. Zeventien doden en achttien zwaargewonden.
  - 12 november - Bij een botsing in Kortemark tussen een trein en een schoolbus vallen zes doden.
- 1975
  - 10 februari - Ontploffing bij het Antwerpse Union Carbide. Zes doden.[128]
  - 29 april - Ongeval tijdens een training van reddingsoperaties te Mechelen. Bij een oefening op evacuatie van personen met een net bevestigd onderaan een Alouette III van de Civiele Bescherming kwam de haak om onbekende redenen los in kruisvlucht tijdens de laatste proef. Het net en de vijf vervoerde brandweerlieden storten neer op 100 meter van het vertrekpunt, het Fort van Walem. Vijf doden.[129]
  - 13 november - Aanvaring te Zeebrugge tussen de Bowstream en de Ibis. Vijf doden.[130]
- 1976
  - 1 januari - Brand in café-dancing 6/9 te La Louvière. Vijftien doden.[131]
  - 27 juni - Ontsporing van de sneltrein Brussel-Parijs te Neufvilles. Elf doden, allen Nederlanders.[72]
- 1977
  - 22 mei - Brand in hotel Hertog van Brabant te Brussel. Achttien doden.[132]
  - 24 december - Kerststorm met windstoten tot 124 km/h (gemeten in Oostende). In het Scheldebekken veroorzaakt de storm veel schade en er vallen zeven doden.[133]
- 1978
  - 2 februari - Hangarbrand aan de Antwerpse kaai 243. Vier brandweermannen komen om wanneer een muur instort. Sommigen worden pas vier dagen later teruggevonden.[134]

### 1980-1989
- 1982
  - 26 april - Appartementencomplex stort in te Brussel. Veertien doden, allen van Turkse komaf.[121]
  - 13 juli - Sneltrein rijdt op een boemeltrein in Aalter. Vijf doden.[135]
- 1983
  - 8 november - Aardbeving in Luik met een sterkte van 5,0 op de schaal van Richter. Hierbij vallen twee doden en tientallen gewonden.
  - 27 november - Een storm boven West-Europa die drie dagen duurt kost in België een tiental mensenlevens.[133]
- 1984
  - 8 maart - Grauwvuur in de Steenkoolmijn van Eisden. Zeven doden.[44]
- 1985
  - 29 mei - Het Heizeldrama in Brussel. 39 doden, waarvan 32 Italianen, en ruim vierhonderd gewonden.

- 1986
  - 17 augustus - Busramp te Stavelot. De remmen van een touringcar begeven het tijdens een afdaling. Het voertuig ramt een gebouw. Acht mensen komen om en er vallen 42 gewonden.
- 1987
  - 6 maart - Schipbreuk van de Britse Herald of Free Enterprise voor de kust van Zeebrugge. 193 doden.
  - 17 mei - Een Britse Piper Arrow PA28 met vier inzittenden komt boven het VOR-radiobaken van Sint-Niklaas in botsing met een Belgische Cessna 185 van de Aero-Paraclub der Kempen in Oostmalle, met vier valschermspringers en de piloot. Alle inzittenden komen om het leven. Negen doden
  - 24 augustus - Grootschalige overstromingen in het stroomgebied van de Bieme. Vooral Gerpinnes, Acoz en Bouffioulx worden zwaar getroffen en er is aanzienlijke materiële schade. Er zijn ook drie doden te betreuren.[136]
- 1988
  - 28 augustus - Tijdens de airshow te Kleine Brogel stort een toestel neer. Enkel de piloot komt om het leven. Enkele uren later verneemt Europa dat er in Remscheid (Duitsland) zich een ramp heeft voltrokken. Tijdens de airshow op de vliegbasis Ramstein is er een Italiaanse straaljager in het publiek terecht gekomen. Zeventig mensen komen om.
- 1989
  - 4 juli - Een Russische MIG stort neer op een huis in Bellegem. Eén bewoner komt om het leven. De MIG had technische problemen en werd onbestuurbaar. De piloot kon zich redden via zijn schietstoel.
  - 3 december - Explosie in een schiettent in Jette. Twaalf doden.[137]

### 1990-1999
- 1990
  - 25 januari - Zeer zware zuiderstorm met windstoten tot orkaankracht. Elf doden in België.
- 1991
  - 5 oktober - Een toeristentrein ontspoort tussen Blegny-Mine en Mortroux. Er vallen zeven doden en dertig gewonden.
- 1992
  - 18 maart - De brug over de Schelde bij Melle stort in. Een truckchauffeur verliest het leven.
  - 13 april - Omstreeks 3.20 uur maken veel Belgen, Nederlanders en Duitsers kennis met het verschijnsel 'aardbeving'. Het epicentrum ligt nabij het Nederlandse Roermond op 19 km diepte. De beving had een kracht van 5,8 op de schaal van Richter. Dit is vrij veel voor deze contreien. Er werd enkel materiële schade opgetekend.
- 1993
  - 3 juni - Aanvaring tussen een Britse tanker British Trent en het Panamese vrachtschip Western Winner voor de kust bij Oostende eist zeven levens.[138]
  - december 1993 - januari 1994 - Door overvloedige neerslag treedt de Maas buiten haar oevers. Grote delen van Belgisch en Nederlands Limburg komen blank te staan.
- 1994
  - 1 maart - Ontploffing in een flatgebouw in Sint-Agatha-Berchem. Zes doden.[139]
- 1995
  - 1 januari - Hotelbrand in het Switel-hotel in Antwerpen. Vijftien doden.
  - 19 juni - Ontploffing van een tankstation te Eynatten. Zestien doden.
- 1996
  - 27 februari - Kettingbotsing op de E17 ter hoogte van Nazareth. Tien doden en 56 zwaargewonden.[140]
- 1997
  - 26 juli - Vliegramp met Jordaans demonstratievliegtuig op vliegshow in Oostende. Het toestel ramt een EHBO-post. Uiteindelijk sterven er tien mensen en vallen er tal van gewonden.[141]
- 1998
  - 29 januari - In de streek van Rekkem is mist de oorzaak van een zwaar ongeluk waarbij een honderdtal wagens betrokken zijn. Acht doden.[142]
  - 22 april - Verkeersramp bij Aarschot. Vijf doden en twee zwaargewonden.[143]
  - 29 juni - Na het busongeval van 17 augustus 1986 te Stavelot werd de route 'Haute Levée' verboden voor voertuigen met een maximale toegelaten massa van meer dan 7 ton. De afdaling werd ook aangepast. Er kwamen 'zandbakken' voor voertuigen die onbestuurbaar werden. Doch een vrachtwagenchauffeur negeert op 29 juni 1998 het verbod van 7 ton. Zijn remmen weigeren dienst. Ook rijdt hij niet in een 'zandbak' om het voertuig gestopt te krijgen. Het gevaarte, geladen met verf, dendert aan hoge snelheid het centrum van Stavelot binnen en verongelukt. Een aantal explosies volgen. Twee mensen komen om, er vallen 71 gewonden en twintig gebouwen worden compleet vernield.

## 21e eeuw

### 2000-2009
- 2001
  - 27 maart - Bij een spoorwegongeval in Pécrot komen acht mensen om het leven en raken twaalf personen gewond.[144]
- 2003
  - 20 december - Brand in een Duitse bus te Hensies. Elf doden.
- 2004
  - 30 juli - Gasexplosie te Gellingen. Door de explosie en de zware brand die volgt, komen 24 mensen om.
- 2005
  - 12 februari - Een ongeval aan een overweg in Diepenbeek kost het leven aan vijf jongeren uit de buurt van Tongeren.[145]
- 2009
  - 28 juni - Verkeersongeval bij Zinnik. Vijf doden.
  - 6 augustus - Brand in rusthuis te Melle. Negen doden.

### 2010-2019
- 2010
  - 27 januari - Instorting flatgebouw door gasexplosie te Luik. Veertien doden.
  - 15 februari - Bij een groot spoorwegongeval in Buizingen komen negentien mensen om het leven en raken 171 personen gewond.[146]
- 2011
  - 18 augustus - Drama tijdens Pukkelpop 2011. Door noodweer op de festivalweide in Kiewit komen vijf mensen om het leven. Er vallen ongeveer zeventig gewonden.[147][148]
  - 13 december - Aanslag in Luik. Aanslag op het Sint-Lambertusplein in Luik. Zes mensen komen om het leven en er zijn circa 75 gewonden, waaronder veertien zwaargewond.
- 2012
  - 20 december - Minibusje belandt in het water in de haven van Zeebrugge. Vijf doden.
- 2013
  - 9 februari - Cessna stort neer naast de landingsbaan op Brussels South Charleroi Airport. Vijf doden.
  - 14 april - Een Poolse bus met 39 Russische inzittenden rijdt door de vangrail van de E34 in Ranst en stort vijf meter naar beneden. Vijf doden.
  - 19 oktober - Vliegtuigcrash in Fernelmont met parachutisten. Elf doden.
- 2014
  - 8 maart - Personenwagen rijdt in op vrachtwagen en vliegt in brand op de E314 in Zonhoven. Zeven doden.
- 2016
  - 22 maart - Aanslagen in Brussel. 35 doden en circa driehonderd gewonden.

### 2020 - heden
- 2020
  - Vanaf 3 februari - Coronacrisis. De eerste besmetting met COVID-19 in België wordt vastgesteld bij negen Belgische geëvacueerden die de dag ervoor met een vliegtuig arriveerden.
- 2021
  - 18 juni - Instorting van een school in opbouw te Antwerpen. Vijf doden.
  - 14 juli - Grootschalige overstromingen treffen met name de provincie Luik, maar ook Limburg, Vlaams- Brabant, Waals- Brabant, Luxemburg, Namen en het Brussels Hoofdstedelijk Gewest. Er vallen 42 doden.
- 2022
  - 20 maart - Personenwagen rijdt in op carnavalsgroep in Strépy-Bracquegnies. Zes doden en veertig gewonden.

## Rampen in het buitenland met grote Belgische betrokkenheid

### Voor 1900
- 1846
  - 8 juli - Treinramp bij het Franse Rœux. Veertien doden, allen Belgen.
- 1883
  - 1 januari - Het Belgische stoomschip Ludwig wordt met zeventig à tachtig opvarenden vermist op de Noord-Atlantische Oceaan.
- 1884
  - 3 april - Scheepsramp met het Belgische stoomschip Daniel Steinmann nabij Halifax (Canada). 121 doden.
- 1888
  - 1 mei - Bij een hevige voorjaarstorm in de Bocht van Hekla bij IJsland vergaan 19 IJslandvaarders uit De Panne. 165 vissers verdrinken.
- 1894
  - 13 maart - Scheepsramp met het stoomschip De Ruyter. 37 doden.[149]
- 1899
  - 19 november - Scheepsramp met het stoomschip La Belgique in Het Kanaal, niet ver van de Belgische wateren. Zeventien bemanningsleden komen om.[150]

### 1900-1909
- 1904
  - 28 februari - Op zijn reis tussen de Amerikaanse steden New York en Seattle vergaat het stoomschip Conemaugh, tezamen met veertig opvarenden.[151]
- 1906
  - 10 maart - Mijnramp in Courrières in Noord-Frankrijk. Met 1.099 doden (onder wie circa vierhonderd Belgen) is dit de grootste Europese mijnramp ooit.
  - 19 april - Schipbreuk van het opleidingsschip Comte de Smet de Naeyer in de Golf van Biskaje. 34 doden.

### 1910-1919
- 1910
  - 25 december - Ondergang van het SS Baltique na een aanvaring. Van de zestien opvarenden komen er zes om.[152]
- 1912
  - 15 april - Scheepsramp met de Titanic. 1522 doden, waaronder twintig Belgen en drie Nederlanders.
- 1914
  - 3 december - Opstand in vluchtelingenkamp in het Nederlandse Zeist. Acht doden en 21 gewonden.[153]
- 1917
  - 22 januari - Het stoomschip Euphrates zinkt op de Atlantische Oceaan, op 200 mijl van Fastnet Rock. 32 bemanningsleden komen om.[154]
  - 23 januari - Ramp met SS Egypte bij Brest (Frankrijk). 25 bemanningsleden verdrinken.[155]
  - 13 februari - Het stoomschip Taxandrier verdwijnt spoorloos. 29 bemanningsleden komen om.[156]
  - 12 juli - Het stoomschip Claire zinkt na een duikbootaanval bij de Algerijnse kust. 26 doden.[157]
  - 6 september - Het passagiersschip Elisabethville zinkt op de Noordzee bij Hull (Verenigd Koninkrijk). Van de 313 opvarenden komen er veertien om het leven.[158]
- 1918
  - 2 oktober - Het stoomschip Keltier van de Antwerpsche Zeevaart Mij zinkt bij de Scilly-eilanden. 25 doden.[159]

### 1920-1929
- 1924
  - 19 januari - Scheepsramp met het Belgische schip Chilier op de Atlantische Oceaan. 39 doden.[160]

### 1930-1939
- 1934
  - 4 oktober - Het stoomschip Charles Jose vergaat nabij de Noorse kust. Negen bemanningsleden komen om het leven.
- 1936
  - 9 december - Bij zware storm op de Witte Bank (centraal deel van de Noordzee) vergaat met de O.143 Yvonne Angèle de volledige bemanning van vijf opvarenden.
- 1937
  - 26 januari - Een Sabena-toestel op weg naar Belgisch-Congo stort neer bij Oran (Algerije). Twaalf bemanningsleden en passagiers komen om het leven.[44]
- 1938
  - 10 oktober - Een Sabena-toestel stort neer bij het Duitse Soest. Twintig doden.

### 1940-1949
- 1940
  - 30 mei - Binnenvaartschip Rhenus 127 zinkt met krijgsgevangenen nabij het Nederlandse Willemstad. 167 Belgische doden.
  - 19 juni - Het SS Ville de Namur zinkt op de Atlantische Oceaan. Vijf doden.
  - 21 juni - Het SS Luxembourg wordt getorpedeerd. Vijf doden.
  - 19 augustus - Het SS Ville de Grand wordt getorpedeerd op de Atlantische Oceaan. Vijftien doden.
  - 2 december - De Ville d'Arlon zinkt op de Atlantische Oceaan. 56 doden.
- 1941
  - 9 januari - Het SS Yvonne vergaat op de Noordzee. Negen doden.
  - 22 januari - Treinongeval met terugkerende Belgische krijgsgevangenen in Isenbüttel (Duitsland). 97 doden.
  - 31 januari - Het SS Olympier vergaat bij Tory Island. Acht doden.
  - 3 april - Ondergang van de Indier op de Atlantische Oceaan. 42 doden.
  - 4 mei - Belgisch zeemanshuis te Liverpool (Verenigd Koninkrijk) explodeert door luchtmijn. 23 Belgische doden.
  - 10 juni - Ondergang van de Mercier op de Atlantische Oceaan. Zeven van de 57 bemanningsleden komen om.
- 1942
  - 22 januari - Het SS Gandia wordt getorpedeerd op de Atlantische Oceaan op weg van Liverpool (Verenigd Koninkrijk) naar Saint John (Canada). Van de 79 opvarenden worden er veertien gered.
  - 16 december - Het SS Emile Francqui vergaat op de Atlantische Oceaan met 46 bemanningsleden.
  - 23 december - Scheepsramp met de Roumanie op de Atlantische Oceaan tussen Groenland en IJsland. 42 doden.
- 1944
  - 24 december - Tijdens kerstavond wordt het Belgische troepenschip Léopoldville vlak bij Cherbourg (Frankrijk) getorpedeerd door de U 486. 515 Amerikaanse soldaten komen hierbij om het leven, alsook vijf Belgische bemanningsleden, waaronder kapitein Charles Limbor.
- 1945
  - 11 februari - Het stoomschip Persier wordt getorpedeerd bij de vuurtoren van Eddystone (Verenigd Koninkrijk). Twintig doden.
  - 21 oktober - De Z.5 Yvonne Maurice verlaat de thuishaven, waarna niets meer van het schip wordt vernomen. De vijf opvarenden zullen later aanspoelen op het strand van het Nederlandse Rockanje.
- 1946
  - 19 september - Een vliegtuig op weg van Brussel naar het Amerikaanse New York crasht op Newfoundland (Canada). 26 doden.
- 1948
  - 13 mei - Vliegtuigramp bij Libenge in Belgisch-Congo. 31 doden.
- 1949
  - 21 juni - Prinses Astrid op mijn gelopen voor Duinkerke (Frankrijk) en gezonken. Vijf doden.
  - 27 oktober - O.304 vergaan tijdens de haringvisserij op de Doggersbank. De volledige bemanning verloor het leven. Vermoedelijk liep het vaartuig op een zeemijn. Acht doden.

### 1950-1959
- 1952
  - 4 februari - Vliegramp in Kikwit (Belgisch-Congo). Zestien doden.
  - 1 juni - Nabij Grevelingen (Frankrijk) komen 35 mensen uit de omgeving van Gent om bij een autobusongeval.[161]
- 1953
  - 15 oktober - Vliegramp bij het Duitse Kelsterbach. Een toestel van Sabena stort neer. 44 doden, waaronder tien Belgen.[162]
- 1954
  - 29 september - Bij een busongeluk door kapotte remmen op de Cauberg in het Nederlandse Valkenburg komen achttien Belgen en een Nederlander om het leven.[163]
  - 22 december - Het stoomschip Henri Deweert uit Oostende vergaat nabij het Nederlandse Texel. Negentien doden.
- 1955
  - 13 februari - Vliegtuigramp met Sabena-vlucht 503, nabij het Italiaanse Rieti. Alle 21 passagiers en acht bemanningsleden komen om het leven.[164]
- 1957
  - 15 augustus - Een bus met Belgische toeristen botst met een vrachtwagen op de A8 bij Leipheim (Duitsland). Zes doden en 29 zwaargewonden.[111]
- 1958
  - 18 mei - Vliegtuigcrash van een DC-7 van vlucht Brussel-Lissabon-Leopoldstad te Casablanca (Marokko). 65 doden, waaronder 64 Belgen.[165]
- 1959
  - 19 augustus - Een autobus uit Linkebeek raakt betrokken bij een zwaar ongeval, veroorzaakt door een vrachtwagen bij Darmstadt (Duitsland). Zes doden en 25 zwaargewonden.[111]
  - 25 september - Het vissersschip Frans Elza (O 246) uit Oostende wordt nabij Borkum (Duitsland) overvaren door het Nederlandse vliegkampschip Hr.Ms. Karel Doorman. Alle vijf opvarenden van dit vissersvaartuig komen hierbij om het leven.

### 1960-1969
- 1960
  - 22 april - Vliegtuigcrash van vlucht Brussel-Elisabethstad in de omgeving van Lualaba, nabij Bunia (Belgisch-Congo). 35 doden.[166]
  - 19 juli - Vliegtuigcrash in Sake-Masisi van een Belgisch militair transportvliegtuig op weg naar Bunia (Congo). 41 doden.
- 1963
  - 26 juni - Een C-119 van de Belgische Luchtmacht wordt per ongeluk neergeschoten door het Britse leger in Detmold (Duitsland). Er vallen hierdoor 38 doden.
- 1964
  - 1 december - Zeven Belgen komen om het leven bij vliegtuigongeluk op het vliegveld van Stanleystad (Congo).[167]
- 1965
  - 10 april - Vliegtuigcrash van de vlucht Beiroet-Amman. 54 doden, onder wie 47 Belgen.
- 1966
  - 25 maart - Vijf Belgen verdrinken na zwaar ongeluk nabij het Nederlandse Weert.[168]
  - 25 juli - Belgische bus met kinderen van Brusselse politieagenten verongelukt in het West-Duitse Limburg an der Lahn. 33 doden, waaronder 28 kinderen.

### 1970-1979
- 1971
  - 20 juli - In het West-Duitse Pirmasens komen acht Belgen om het leven bij een zwaar verkeersongeval.
- 1972
  - 18 juni - Een vliegtuig met bestemming Brussel stort neer bij het opstijgen van Heathrow (Verenigd Koninkrijk). 118 doden, waaronder 29 Belgen.
- 1973
  - 18 juli - Een touringcar uit Zinnik, met 49 passagiers, verongelukt in Frankrijk op de Côte de Laffrey (N85) richting Grenoble en belandt in de rivier Romanche in Vizille. 43 doden.[169]
- 1977
  - 19 november - Een vliegtuig stort neer bij Funchal op het Portugese eiland Madeira. 121 doden, waaronder ongeveer veertig Belgen.[170]
  - 25 december - Scheepsramp op de Westerschelde nabij het Nederlandse Borssele. Van de tanker Laguna komen vijf van de acht opvarenden om na een aanvaring. Het betreft de 23-jarige echtgenote van de schipper, hun twee dochtertjes van 3 en 6 jaar en twee zoontjes van 4 en 8 jaar oud.[171]
- 1978
  - 11 juli - Explosie op een camping in Los Alfaques (Spanje). 270 doden, waaronder 36 Belgen.[172]

### 1980-1989
- 1984
  - 13 januari - Het vissersschip Zeepaard zinkt in slecht weer bij Flamborough Head (Verenigd Koninkrijk). Vijf doden.[173]

### 1990-1999
- 1992
  - 19 mei - Een Belgische bus met vrouwen van een vereniging uit Heusden-Destelbergen botst in Ulvenhout (Nederland) achterop een stilstaande vrachtauto die met pech op de vluchtstrook staat. Zeven passagiers komen om het leven, 43 raken gewond.
- 1994
  - 7 april - Moord op 10 Belgische Blauwhelmen in Kamp Kigali in Rwanda. De tien militairen maakten deel uit van de VN-vredesmacht UNAMIR. Deze vredesoperatie had als doel de Arusha-akkoorden te ondersteunen. De moord luidde het begin in van de Rwandese genocide.
- 1995
  - 31 maart - Vliegtuig van Tarom stort neer nabij het Roemeense Boekarest. Zestig doden, onder wie 33 Belgen.[174]
- 1996
  - 15 juli - Herculesramp. C-130 stort neer in Eindhoven (Nederland). 34 doden, onder wie de vier Belgische bemanningsleden.

- 1998
  - 3 februari - Kabelliftramp in Cavalese (Italië). Twintig doden, onder wie vijf Belgen.[175]

### 2000-2009
- 2004
  - 26 december - Tsunami in Indische Oceaan. Meer dan 289.000 doden, waaronder tien Belgen.[176]
- 2006
  - 21 mei - Belgische bus op terugweg van Algeciras (Spanje) gaat over kop door een klapband en komt terecht tegen een boom. Zeven doden.[177]
- 2008
  - 31 oktober - Busongeluk in Aboe Simbel (Egypte). Zes doden en 26 gewonden.[111]

### 2010-2019
- 2012
  - 13 maart - Busongeval in Sierre (Zwitserland). 22 kinderen laten hierbij het leven, het merendeel uit een school in Lommel, een minderheid uit een school in Heverlee. Alle aanwezige volwassenen (4 begeleiders en 2 buschauffeurs) komen om in het ongeluk.[178]
  - 27 oktober - Busongeval in Jordanië. Vijf doden en twaalfgewonden, allen Belgen.[179]
- 2014
  - 17 juli - Vliegtuigramp met Malaysia Airlines-vlucht 17 (Boeing 777) op de vlucht Amsterdam-Kuala Lumpur die boven Oekraïne op de grens met Rusland crasht. Hierbij vallen 298 doden (280 passagiers en 15 bemanningsleden), waaronder vijf Belgen en 196 Nederlanders.
- 2015
  - 13 november - Aanslagen in Parijs. Drie Belgische slachtoffers en twee dode daders wonende en geboren in België.